# Le Vernet (Alpes-de-Haute-Provence)
Le Vernet ist eine französische Gemeinde mit 124 Einwohnern (Stand 1. Januar 2022) im Département Alpes-de-Haute-Provence in der Region Provence-Alpes-Côte d’Azur. Sie gehört zum Arrondissement Digne-les-Bains und zum Kanton Seyne. Die Bewohner nennen sich die Vernetois oder Vernetiers.

## Geographie
Die Gemeinde liegt in den französischen Seealpen. Sie grenzt im Norden an Seyne, im Nordosten an Méolans-Revel (Berührungspunkt), im Osten an Prads-Haute-Bléone, im Süden an Beaujeu und im Westen an Verdaches.
Der Dorfkern liegt auf 1200 m im Tal des Flusses Bès. Der Pic des Têtes ist ein 2642 m hoher Berg im Gemeindegebiet und markiert dessen höchsten Punkt. 689 Hektar von Le Vernet sind bewaldet.

## Bevölkerungsentwicklung
| Jahr      | 1962 | 1968 | 1975 | 1982 | 1990 | 1999 | 2008 | 2016 |
| --------- | ---- | ---- | ---- | ---- | ---- | ---- | ---- | ---- |
| Einwohner | 85   | 180  | 140  | 63   | 110  | 104  | 126  | 130  |

## Sehenswürdigkeiten
- Oratorium Saint-Roch
- Kapelle Saint-Pancrade, ehemalige Pastoralkirche, während der Religionskriege zerstört und im 20. Jahrhundert wieder aufgebaut
- Kirchen Saint-Martin und Sainte-Marthe, beide erbaut im 19. Jahrhundert

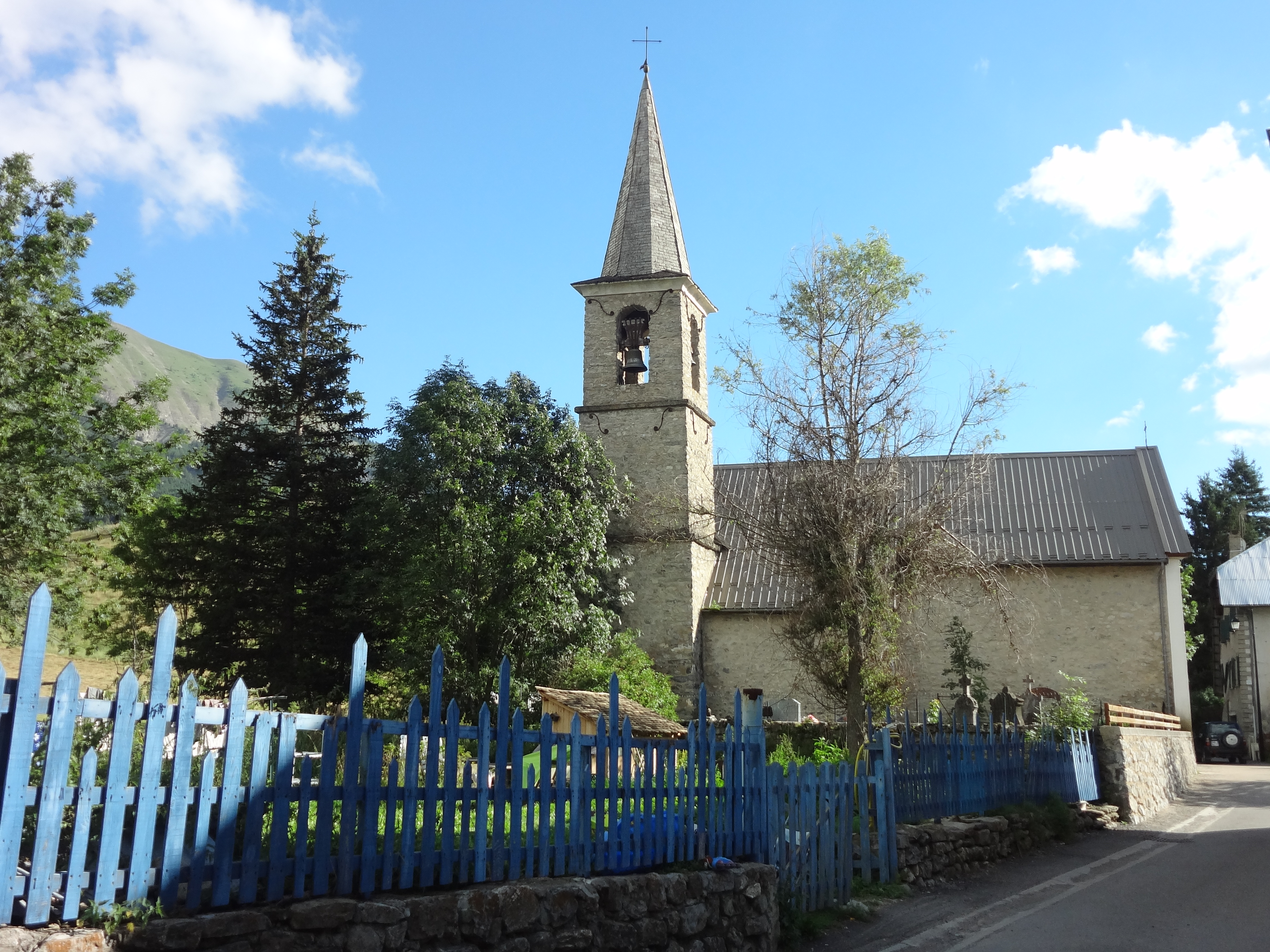
Kirche Sainte-Marthe
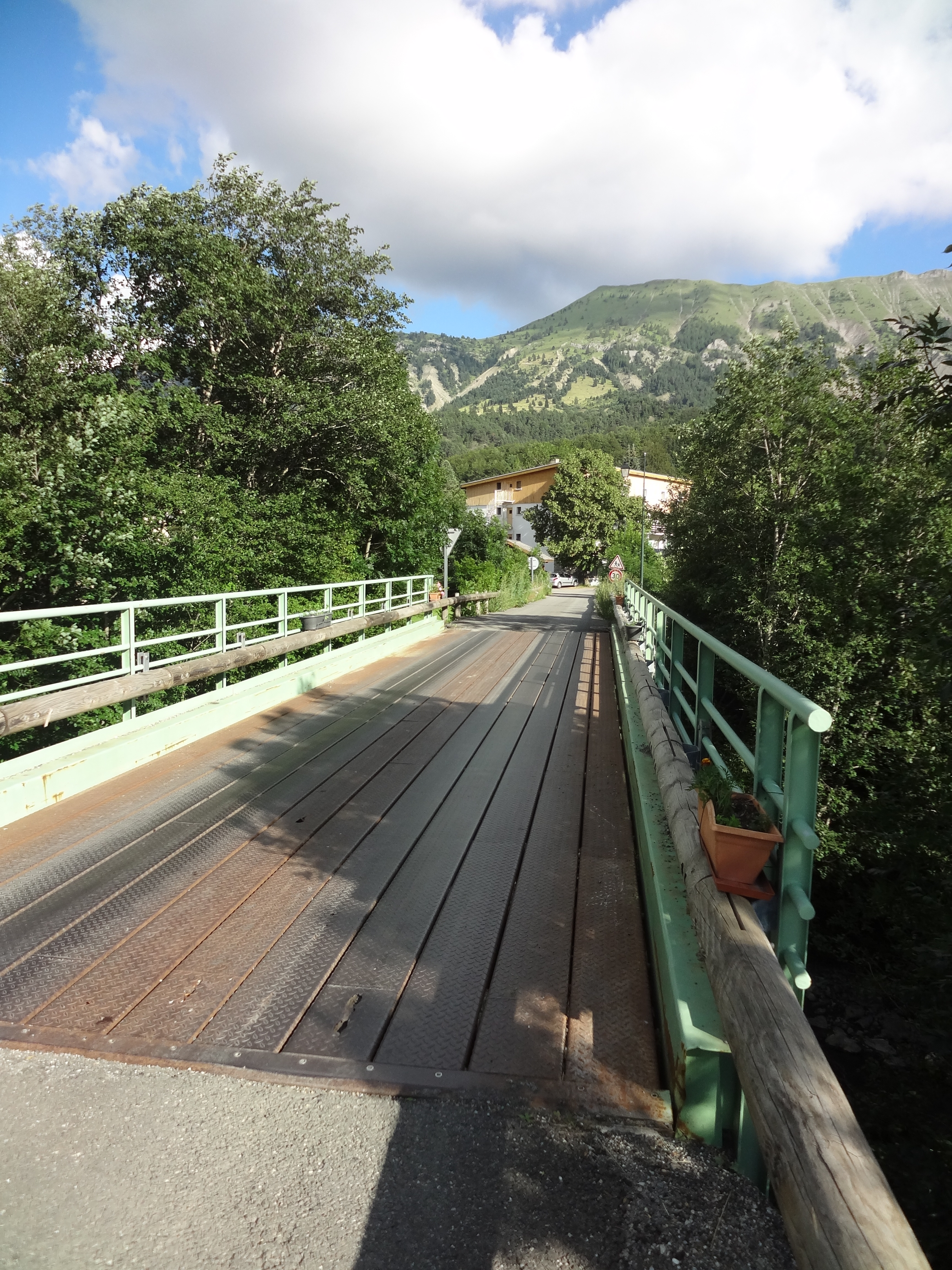
Brücke über den Bès

## In Le Vernet geboren
- Antoine Laurent Jessé Bayle (1799–1858), Psychiater und Gehirnforscher
- Gaspard Laurent Bayle (1774–1816), französischer Mediziner

## Flugzeugabsturz 2015
Am 24. März 2015 ereignete sich nahe dem Gemeindegebiet von Le Vernet ein Flugzeugabsturz. Ein Airbus A320 der Fluggesellschaft Germanwings mit der Flugnummer 4U9525 zerschellte im Massif des Trois-Évêchés. Alle 144 Passagiere und 6 Besatzungsmitglieder kamen dabei ums Leben. Da die Absturzstelle auf der Gemarkung des benachbarten Prads-Haute-Bléone nur schwer zugänglich ist, befindet sich die Gedenkstelle auf dem Friedhof von Le Vernet.